# باب البحرين
باب البحرين هو مبنى تاريخي يقع في ساحة الجمارك في الحي التجاري المركزي السابق في المنامة عاصمة البحرين. إنه يمثل المدخل الرئيسي إلى سوق المنامة. صممه السير تشارلز بلجريف مستشار الأمير واكتمل في عام 1949 حيث كان باب البحرين على مقربة من حافة المياه. نظرا لاستصلاح أراضي واسعة في السنوات الأخيرة فإن البحر ابتعد بضعة كيلومترات إلى الشمال.
شارع الحكومة رصف جنبا إلى جنب مع باب البحرين والطريق السريع الجديد الذي يؤدي إلى جسر الملك فهد بنيا على الأراضي المستصلحة. كما أنشأ مرفأ البحرين المالي على بعض الأراضي المستصلحة.
تم تجديد النصب في عام 1986 لإظهار المعالم المعمارية الإسلامية. اليوم فإن الطابق الأرضي يضم مكتب المعلومات السياحية ومتجر الحرف اليدوية. النصب يتكون أساسا من قوس ضخم الذي يمتد تحت الطريق والذي غالبا ما يشار إليه بأنه مدخل سوق المنامة.
شارع الحكومة الذي يمتد أمام باب البحرين يحتوي على العديد من البنوك الكبرى والمؤسسات التجارية. يسمى شارع الحكومة لأن اجتماع حكومة البحرين يعقد هناك. مدينة الذهب (مختلفة عن سوق الذهب) عبارة عن مجمع لتسوق الحلي الذهبية ويقع أيضا على شارع الحكومة.